# 斜方贯众
斜方贯众（学名：Cyrtomium trapezoideum），为鳞毛蕨科贯众属下的一个种。

## 扩展阅读
維基物種上的相關：斜方贯众